# Irène Schweizer
Irène Schweizer (Schaffhausen, 2 juni 1941 – Zürich, 16 juli 2024) was een Zwitserse jazzpianiste en -drumster van de freejazz.

## Biografie
Schweizer leerde als kind handorgel spelen en hield zich op 12-jarige leeftijd eerst als autodidact bezig met piano en drums, voordat ze onderricht kreeg bij een privéleraar. Als 14-jarige speelde ze als drumster in een dixielandband. Na het bezoek aan een handelsschool verdiende ze haar eerste levensonderhoud als secretaresse. In 1958 concentreerde ze zich op de modernjazz en trad ze tot 1961 jaarlijks op met de Modern Jazz Preachers tijdens het amateurfestival in Zürich, in 1960 als winnares. Ontmoetingen met Abdullah Ibrahim en de Blue Notes van Chris McGregor (in het legendarische jazzcafé Africana in Zürich) en met Cecil Taylor (1966) leidden haar naar de freejazz. Vooral met haar trio, waarbij sinds 1963 de drummer Mani Neumeier en de bassist Uli Trepte (beiden later bij Guru Guru), en sinds 1968 dan de drummer Pierre Favre en de bassist Peter Kowald behoorden, speelde ze op vele festivals. Na een tijd van zoeken, waarin ze o.a. in trio optrad met Buschi Niebergall en Allen Blairman, werkte ze vanaf 1973 samen met de saxofonist Rüdiger Carl, nogmaals aangevuld tot trio met de Zuid-Afrikaanse drummer Louis Moholo. Sinds 1976, waar ze tijdens het Jazz Festival in Willisau een spectaculair succes vierde (Musical Monsters), geeft ze ook soloconcerten.
Schweizer houdt enerzijds van de volkomen vrije improvisatie, anderzijds bevinden zich in haar muziek ook echo's van meer traditionele vormen en composities van klassiekers zoals Thelonious Monk en Duke Ellington enerzijds en Zuid-Afrikaanse muziek anderzijds. Naast haar muzikale bezigheid was ze al vroeg actief als feministe. Daardoor was ze omstreeks 1980 ook actief in de Feminist Improvising Group. Het trio Les Diaboliques met Joëlle Léandre en Maggie Nicols weerspiegelt dit zelfs vandaag. Tijdens de jaren 1990 werkte ze ook met Marilyn Crispell, het London Jazz Composers' Orchestra en Co Streiff, daarna ook in een trio met Makaya Ntshoko en Omri Ziegele. Daarnaast is ze in het Zwitserse jazzcircuit belangrijk als organisator. Zo is ze wezenlijk betrokken bij het ontstaan van het Taktlos Festival (Zürich) en het label Intakt Records.

## Privéleven
Schweizer woonde in Zürich-Aussersihl en ze heeft zich voor de Nationalratswahlen 2007 laten opstellen als kandidate voor de Alternative Liste.

## Onderscheidingen en eringen
Schweizer kreeg in 1990 de cultuurprijs van de stad Schaffhausen en in 1999 de kunstprijs van de stad Zürich. De Zwitserse regisseuse Gitta Gsell documenteerde het leven van de jazzmuzikante in een avondvullende film. In 2013 werd ze onderscheiden met de 'Nachtigall 2013', de extra prijs van de 'Sonderpreis der deutschen Schallplattenkritik'. In de Laudatio wordt haar artistieke en persoonlijke integriteit, haar vriendelijke aard, haar creatieve onrust, haar organisatietalent, haar veelzijdigheid en haar voorkomen in de meest verscheiden verbindingen en natuurlijk haar ontwikkeling als pianiste geprezen. Dit alles maakte haar tot een van de spannendste figuren van de jazz. In 2018 werd ze zowel onderscheiden met de cultuurprijs van het kanton Zürich als ook met de met 100.000 frank gedoteerde Zwitserse Grand Prix Musik.
Schweizer overleed op 16 juli 2024 op 83-jarige leeftijd.

## Discografie
- Irène Schweizer Portrait Intakt CD 105 / 2005